# Peter-Räuber-Schule
Die Peter-Räuber-Schule ist eine Förderschule in Wolfenbüttel im Bundesland Niedersachsen. 

## Lage
Die Schule befindet sich an der Ecke Zeughausstraße und Lindener Straße im Südosten der Innenstadt.

## Geschichte
Nach mehreren Jahren, in denen die schulische Förderung geistig Behinderter nicht in einer eigenen Institution, sondern nur „angehängt“ an die Schule für Lernbehinderte (Schule am Teichgarten) stattfand, wurde im September 1976 der Neubau an der Lindener Straße unter dem Namen „Schule Zeughausstraße“ eingeweiht. Sie ist damit die erste Schule ausschließlich für Schüler mit geistiger Behinderung im Landkreis Wolfenbüttel. Zu Beginn unterrichteten sechs Lehrer unter der Leitung von Paula Maria Kolle-Söchtig 66 Schüler in sechs Klassen.

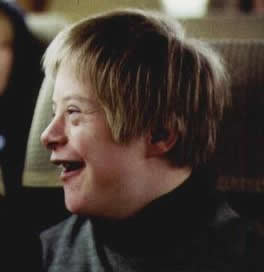
Peter Räuber (1973–1991)

Die Schülerschaft vergrößerte und veränderte sich: Waren in den ersten Jahren die Schüler mit ihrem Leistungsprofil eher dem Grenzbereich zur Lernbehinderung zuzuordnen, wuchs mit der Zeit die Zahl im eigentlichen Sinne geistig behinderter Schüler, einschließlich der schwerst- und mehrfach Behinderten, für die es zuvor kein offizielles Bildungsangebot gegeben hatte.
Durch diese Veränderungen ergaben sich neue Notwendigkeiten:
- Die Klassenstärken wurden verringert, um individuelle Förderung zu ermöglichen.
- Die ersten Sonderschullehrer mit spezieller Ausbildung für den Unterricht mit geistig Behinderten kamen an die Schule.
- Pädagogen zur Unterstützung der Unterrichtsarbeit wurden eingesetzt.
- Therapeuten für Physio- und Ergotherapie wurden eingestellt, um den Unterricht durch eine intensivere Förderung für Kinder mit speziellen Problemen zu ergänzen.
- Aufgrund neuer Konzepte wurde das konventionelle Unterrichtsmaterial ergänzt und weiterentwickelt um bzw. durch Materialien, die spezifisch sonderpädagogische Erkenntnisse und Entwicklungen in den Unterricht einbrachten.
- 1996 erfolgte die Umwandlung in eine Ganztagsschule. Dies hatte zur Folge, dass der Unterricht an vier Wochentagen bis 14:45 Uhr dauerte, einschließlich des gemeinsamen Mittagessens. Im Nachmittagsbereich wurden an zwei Tagen Arbeitsgemeinschaften eingerichtet, um den Klassenunterricht durch freiwillig wählbare Neigungsangebote zu ergänzen.

1996 wurde ein neuer Anbau bezogen, der neben Klassen-, Therapie- und Werkräumen auch eine Großküche mit Essraum, ein Therapiebad und einen Musikraum enthält.
Anlässlich der Feierlichkeiten zum 20-jährigen Jubiläum erhielt die Schule einen neuen Namen: Peter-Räuber-Schule nach einem ehemaligen Schüler.
Im Jahr 2016 betrug die Fläche der Peter-Räuber-Schule das Doppelte ihrer Anfangszeit und wurde von doppelt so vielen Schülern wie zu Beginn besucht.

## Leitbild
Die allgemeine Schulpflicht gilt für alle Kinder, unabhängig von Art und Umfang einer Behinderung. Viele Schüler weisen neben der Beeinträchtigung der geistigen Entwicklung auch solche des Lernens, der Wahrnehmung, des sozialen Verhaltens oder der körperlich-motorischen Entwicklung auf. Die Schule versucht, ein Bildungsangebot für jeden Einzelnen von ihnen zu schaffen.
Sie will Bildung und Förderung in vielen Lernbereichen anbieten. Neben allen „klassischen“ Unterrichtsfächern stehen die Förderung von Denken, Sprache, Wahrnehmung, Bewegungsfähigkeit, sozialer Kompetenz und vor allem der Fähigkeiten zur Alltagsbewältigung auf dem täglichen Unterrichtsprogramm. Die Lerninhalte sollen meist anhand von lebensweltrelevanten Fragestellungen, konkreten Projekten, Situationen und Objekten vermittelt werden. Die Schüler und ihre Eltern werden in die Förderplanung eingebunden. Beispielsweise werden sogenannte „Persönliche Ziele“ in diesbezüglichen Gesprächen individuell definiert.
Individuell auf die Lernbedürfnisse des Einzelnen abgestimmt, sollen so die Grundlagen zu einer selbständigeren und selbstbewussten Teilnahme der Kinder und Jugendlichen am Leben in der Gesellschaft geschaffen werden. „So viel Hilfe wie nötig, so viel Unabhängigkeit wie möglich“ lautet das Bildungsziel.

## Schulprofil
- Ganztagsschule mit Unterrichtsangebot (35 Unterrichtsstunden pro Woche)
- Absolvierung der Schulzeit an einem Ort: Primarstufe (1. – 4. Klasse), Sekundarstufe I (5. – 9. Klasse), Sekundarstufe II (10. – 12. Klasse)
- Unterrichtsführung mit konstanter fachkompetenter Doppelbesetzung (Förderschullehrer und Pädagogische Mitarbeiter)
- sieben bis acht Schüler pro Klasse
- therapeutische Begleitung des Unterrichts durch festangestellte Physio- und Ergotherapeuten
- barrierefreie räumliche Ausstattung mit Fachräumen, Therapiebereich, Snoezelenraum und eigenem Therapieschwimmbecken
- „Begleitung in die Mitte der Gesellschaft“ durch individuelle und vielseitige Vorbereitung auf die Arbeits- und Lebenswelt Erwachsener in der Sekundarstufe II
- Kooperationsprojekte in Fachbereichen wie Musik, Sport, Kunst und sozialem Lernen mit vielfältigen Partnerschulen und -institutionen in Stadt und Landkreis Wolfenbüttel
- Versorgung im Rahmen der Inklusion von vielen anderen Schulen des Landkreises mit Lehrerstunden und Beratung-->